# Доње Строгомиште
Доње Строгомиште (мкд. Долно Строгомиште) је насеље у Северној Македонији, у западном делу државе. Доње Строгомиште припада општини Кичево.

## Географија
Насеље Доње Строгомиште је смештено у западном делу Северне Македоније. Од најближег већег града, Кичева, насеље је удаљено 14 km северно.
Доње Строгомиште се налази у историјској области Кичевија, око града Кичева. Село се сместило у северном делу Кичевског поља, док се на западу издиже планина Бистра. Покрај села протиче Голема река. Надморска висина насеља је приближно 720 метара.
Клима у насељу је планинска због знатне надморске висине.

## Становништво
Доње Строгомиште је према последњем попису из 2002. године имало 698 становника.
Већинско становништво у насељу чине Албанци (99%).
Претежна вероисповест месног становништва је ислам.